# Sister Princess Kaleidoscope
『Sister Princess Kaleidoscope』（シスター・プリンセス カレイドスコープ）は、テレビアニメ『シスター♥プリンセス』のキャラクターソングが収録されたアルバム。2001年9月29日にスターチャイルドより発売された。

## 概要
12人の妹たちによるユニット・シスター・プリンセスの曲や、2〜6人のユニット曲が収録されている。シスター・プリンセスのデビューシングル『笑顔がNo.1!やっぱりネ』に収録されていた3曲が収録されている。
Sister Princessのメンバーは、桑谷夏子、望月久代、小林由美子、堀江由衣、千葉千恵巳、柚木涼香、横手久美子、神崎ちろ、川澄綾子、かかずゆみ、半場友恵、水樹奈々。12人のうち、雛子だけがユニット・Sister Princess以外の2〜6人のユニットに参加していない。
とあるスポーツ紙で「アニメ界のモーニング娘。」と見出しに書かれた。

## 収録曲
1. Kaleidoscope [0:35]
歌：Sister Princess[メンバー 1]
トラック2〜13の曲を組み合わせたもの。
2. per favore Boy [4:38]
歌：Sister Princess
作詞：只野菜摘、作曲・編曲：本澤尚之
3. 恋する季節の中で [4:05]
歌：花穂（望月久代）、衛（小林由美子）、鈴凛（神崎ちろ）
作詞：松葉美保、作曲：jun、編曲：Tomo、jun
4. 笑顔がNo.1!やっぱりネ [4:08]
歌：Sister Princess
作詞：尾崎雪絵、作曲・編曲：Tomo
5. 乙女心は万華鏡-kaleidoscope- [3:36]
歌：桑谷夏子、望月久代、小林由美子、堀江由衣、神崎ちろ、水樹奈々
作詞：尾崎雪絵、作曲：小西貴雄、編曲：高山一也
ラジオ『シスター・プリンセス〜お兄ちゃんといっしょ』オープニングテーマ
6. MIX JUICE [4:09]
歌：花穂（望月久代）、衛（小林由美子）、鈴凛（神崎ちろ）
作詞：椎名可憐、作曲：大熊謙一、編曲：Tomo
7. 私のダーリン♥ [4:05]
歌：Sister Princess
作詞：有森聡美、作曲・編曲：Tomo
8. Face to Face [4:02]
歌：白雪（横手久美子）、春歌（かかずゆみ）、四葉（半場友恵）
作詞：有森聡美、作曲・編曲：Tomo
9. Silent moon [5:27]
歌：咲耶（堀江由衣）、千影（川澄綾子）
作詞：木本慶子、作曲：jun、編曲：高山一也
10. まひるのアヒル [4:41]
歌：Sister Princess
作詞：只野菜摘、作曲・編曲：本澤尚之
11. KISEKI no HITO [5:58]
歌：亞里亞（水樹奈々）、鞠絵（柚木涼香）
作詞：有森聡美、作曲・編曲：戸田誠司
12. Tangerine Sunset [3:51]
歌：可憐（桑谷夏子）、咲耶（堀江由衣）
作詞：椎名可憐、作曲・編曲：戸田誠司
13. TENDER GREEN [5:13]
歌：Sister Princess
作詞：公野櫻子、作曲：大熊謙一、編曲：Tomo
ラジオ『シスター・プリンセス〜お兄ちゃんといっしょ』エンディングテーマ

### ユニットメンバー
1. 1 2 3  桑谷夏子、望月久代、小林由美子、堀江由衣、千葉千恵巳、柚木涼香、横手久美子、神崎ちろ、川澄綾子、かかずゆみ、半場友恵、水樹奈々